# Saint-Victor-Rouzaud

Saint-Victor-Rouzaud este o comună în departamentul Ariège din sudul Franței. În 1 ianuarie 2022 avea o populație de 215 de locuitori.